# Находкинская жестянобаночная фабрика
Нахо́дкинская жестянобаночная фа́брика (сокращённое наименование — Находкинская ЖБФ, НЖБФ) — бывшее предприятие в городе Находке. Производитель металлической консервной тары для пищевой продукции; картонной, полиэтиленовой и этикеточной продукции.
Крупнейшее предприятие СССР по производству металлической консервной тары, картонной и полиэтиленовой продукции для упаковки рыбной продукции Дальнего Востока и других районов страны. Каждая третья банка консервов, выпускавшаяся в Союзе, была упакована в банку НЖБФ.
На 1993 год на фабрике трудилось 2300 человек, предприятие имело свой жилой микрорайон с населением в 2890 человек, четыре детских сада для работников фабрики, два молодёжных общежития на 400 мест, лагерь труда и отдыха для школьников, где дети отдыхали и занимались сбором овощей, детский лагерь на 210 детей в живописном лесном районе за городом.
С 2009 года находится в стадии банкротства, инициированном миноритарием «Огни Востока». С 2011 года осуществляет также перевалку угля на своих причалах.

## Государственное предприятие

### Старая фабрика

Фабрика в 1960-х годах
(здание было снесено)

Фабрика мощностью 76 миллионов банок в год была введена в строй приказом Министерства промышленности продовольственных товаров СССР 16 октября 1953 года. Проектная мощность фабрики в 1953 году составляла 80/85 млн условных банок в год. В течение года продолжался пусконаладочный период. На первом этаже фабрики располагался баночный цех, оснащённый двумя автоматическими линиями «Нагема» для изготовления сборных банок, четырьмя автоматическими линиями для цельнотянутых банок и одной полуавтоматической линией для выпуска банки № 14. Прочие цеха: электролизный, лакировки жести и печатания этикеток. Со временем фабрика стала производить этикетку, пенопласт, водоаммиачную пасту и олово. Количество работников составило 1269 человек. Из-за отсутствия квалифицированных специалистов предприятие было маломощным и примитивным. В 1954 году в Москву на учебу была отправлена первая группа рабочих. Позднее фабрику возглавили инженеры из Дальрыбвтуза.
В июле 1958 года были объединены три баночные фабрики — Находкинская, Владивостокская и порта Маго. В 1959 году была завершена установка оборудования, начато производство банки для крабовых консервов. В 1968 году была построена и открыта поликлиника рыбаков, на третьем этаже поликлиники разместилось управление фабрики. В 1975 году была освоена линия «Континенталь», началось освоение производства банки из алюминия.

### Новая фабрика

Торговая марка НЖФБ с 1969 года

В марте 1963 года правительство приняло решение о строительстве в Находке новой фабрики мощностью 500 куб в год. Фабрику строил трест «Дальморгидрострой». В результате реконструкции были построены новый производственный и инженерно-бытовой корпуса, причальные линии; установлено новое баночное, лакопечатное и полиграфическое оборудование.
В декабре 1982 года на новой фабрике был введён в строй цех крупной алюминиевой банки № 27. В 1983 году были сданы производственный и инженерно-бытовой корпуса, запущено оборудование для выпуска банки № 6 и 22. В 1983 году выпуск продукции по банкотаре по отношению к 1973 году увеличился в 2 раз, по этикеткам — в 1,5 раза. Совместно с Магнитогорским металлургическим комбинатом на фабрике был освоен выпуск трёх новых форматов жести и жести с дифференцированным оловянным покрытием. Одновременно велись paботы по усовершенствованию лаковых покрытий.
9 июня 1986 года на территории фабрики произошёл пожар — самый крупный за всю историю Находки. Огонь вспыхнул на складе хранения картонной тары, и впоследствии охватил площадь более 2,5 тысяч м² на двух этажах. В тушении пожара были задействованы подразделения из Партизанска, Владивостока, Артёма и Большого Камня — всего почти 500 пожарных. Как выяснило следствие, через проходную фабрики прошёл пироман, который поздно вечером поджёг картонную тару на складе. Он оказался психически больным, который ранее поджёг лесосклад. Четыре человека, принимавшие участие в борьбе с огнём — двое пожарных и двое матросов БАМРа, погибли. Фабрика понесла огромные убытки, поскольку пожар гасили морской водой, и большие запасы банки после этого заржавели. Пришлось восстанавливать оборудование и автоматику. Но восстановили всё быстро, так как в 1986 году планировали визит Горбачёва. В Находку он приехал, но на фабрике не появился. После пожара директором фабрики назначили Г. Воробьёва, за строительство фабрики вручили орден Дружбы народов.
В 1980-е годы фабрика выпускала до 400 млн условных банок в год. Со временем здесь было освоено оборудование по литографированию жести, полиэтилена, картона и бумаги. В 1990 году выпуск банкотары составил 783,8 куб, на фабрике числилось 2359 работника. Для повышения эффективности производства была освоена технология изготовления банок из жести уменьшенной толщины, установлены банкоукладочные машины, освоены цвето-корректор и технология печати по алюминию. На экспорт фабрика выпускала банки из жести № 26, 5, 2, 1, из-алюминия М 27-АК, 17, 19, 3, банки со сварным швом № 5, 6; крышки 1 — 27 и № 26; кроненпробки. Тогда же были введены в строй блок производств РММ, растворный узел, новая установка для дожигателей паров лака, транспортная система для разгрузки полимеровозов, АСУП и ПВМ, столярный участок, автогараж.

#### Цеха и вспомогательные службы (1993)
Производственный корпус представлял собою 6-этажное здание общей площадью более 170 тысяч квадратных метров, в котором размещались основные цеха, вспомогательные службы, склады и грузовые балконы. Основным материалом для изготовления продукции являлась белая жесть отечественного производства, которая доставлялась с металлургических комбинатов в железнодорожных вагонах. На фабрике перерабатывалось до 40 тысяч тонн жести в год.

##### Цеха
- В лакопечатном цехе жесть готовилась для лакирования и литографирования.
  - На пяти лакировочных линиях на жесть производилось нанесение защитных покрытий из лаков и эмалей.
  - На трёх офсетных линиях производилось нанесение красочной печати на жести.
- Баночный цех — основной цех предприятия. Здесь выпускались сборные банки № 22, 6, 26, 25, отштампованные банки № 1, 3, 19, 27, 58. Три участка:
  - штамповочный, выпускающий крышку и дно для сборных банок № 22, 6, 26, 25.
  - корпусной, где дно прикатывалось к корпусу банок. Десять линий.
  - участок крупной тары.
- Полиграфический цех имел четыре участка:
  - Подготовительное отделение включало фотооборудование, проявочные установки, ретушерские и монтажные столы, вакуумный печатный станок, пробопечатные машины
  - Участок по производству этикеточной продукции включал листорезательные, бумагорезательные и печатные машины (последние были шведского производства марки Solna).
  - Участок по выпуску картонных пачек с механизированной линией швейцарского производства фирмы Bobst[англ.].
  - Участок по производству продукции из полиэтилена высокого давления имел оборудование итальянского производства. Основная продукция из полиэтилена: вкладыши сухотарной бочки, вкладыши для упаковки рыбной кормовой муки, блоков мороженой рыбы, мелкие пакеты для рыбной продукции.

##### Вспомогательные службы
- Экспериментально-механический участок. Здесь отрабатывались технологии изготовления уникальных деталей. Участок изготавливал запасные части для основных цехов, проводил ремонтные работы.
- Вулканизационный участок. Изготавливал резинотехнические изделия.
- Участок прессового оборудования. Ремонт оборудования всех цехов фабрики. Участок высокой культуры: здесь имелся спортзал, теннисный зал, бильярдная, сауна с бассейном.
- Участок контрольно-измерительных приборов и автоматики. Обслуживание и ремонт систем автоматики и технологического оборудования, измерительной техники, связи, радиофикации, газификации.
- Электролизный участок. Производил вторичное олово (из отходов белой жести), сплавы для пайки банкотары.
- Автоматизированная система управления производством. Система обеспечивала автоматизацию управленческой деятельности, бухгалтерского учёта, прямых затрат на производстве, материально-технического снабжения, в вопросах нормативного учёта, контроля исполнительской дисциплины[3].

Отгрузка готовой продукции вывозилась из производственного корпуса техникой на грузовые балконы, и с помощью портальных кранов загружалась в трюма морских судов или в железнодорожные вагоны под грузовыми балконами.
В инженерном корпусе имелась столовая с двумя залами на 200 посадочных мест. На фабрике имелся клуб, где проходили собрания, концерты профессиональных артистов и концерты художественной самодеятельности. На всё Приморье славился хор, руководимый Людмилой и Владиславом Бородулиными. В медпункте имелся процедурный, зубной, амбулаторный, гинекологический кабинеты, физиокабинет. Строился оздоровительный центр (1993). Около 200 работникам фабрики ежегодно предоставлялись курорты, дома отдыха, санатории. На территории фабрики для работников действовали промтоварный, продовольственный и кулинарный магазины, имелся кондитерский цех.

#### Спад производства
В 1991 году начался спад производства, который составил 5 %. При этом, в 1991 году фабрика установила рекорд по производству банкотары — было изготовлено 720 млн условных банок. В 1992 году спад производства составил 26 % к уровню 1990 года.
Объёмы производства банки (в млн условных банок)
| 1953  | 1991  | 2002 |
| ----- | ----- | ---- |
| 80/85 | ↗ 720 | ↘ 90 |

Численность работников
| 1953 | 1990   | 1993   | 2003  | 2008   |
| ---- | ------ | ------ | ----- | ------ |
| 1269 | ↗ 2359 | ↘ 2300 | ↘ 760 | ↘ >500 |

## Частная компания
План приватизации и акты оценки стоимости зданий и сооружений Государственного предприятия «Находкинская жестянобаночная фабрика» был утверждён постановлением Комитета по управлению государственным имуществом города Находки от 21 сентября 1992 года № 91, и учреждено акционерное общество открытого типа «Находкинская жестянобаночная фабрика» (АООТ «НЖБФ»). 25 апреля 1996 года компания была преобразована в открытое акционерное общество «Находкинская жестянобаночная фабрика» (ОАО «НБЖФ»). 23 октября 2012 года она была переименована в ОАО «Терминал Астафьева».
В 2003 году 61 % акций принадлежало трудовому коллективу, все цеха фабрики находились в рабочем состоянии. Дочернее общество фабрики «Полиграфический цех» выпускало этикетку, картонные пачки, рекламные проспекты, календари, бланки, газеты и другую печатную продукцию. На предприятии производилась полиэтиленовая плёнка для упаковки рыбопродукции, мешки ёмкостью 50 и 120 литров, красочные пакеты. Фабрика активно работала в сфере переработки и хранения коммерческих грузов. Имела морской причал протяжённостью 350 метров, 6 портальных кранов, четыре железнодорожных тупика.
В 2010 году отнесено к организациям, имеющим социальную и экономическую значимость для Приморского края. По решению арбитражного суда от 9 марта 2010 года Вячеслав Юдин был отстранён от исполнения обязанностей генерального директора, исполнение обязанностей возложено на Вадима Климова.
Директора фабрики
| Ефремчук, Вадим Селиверстович[6] | : | 1953—?    |
| Воробьёв, Гайрриман Васильевич   | : | ?—?       |
| Юдин, Вячеслав Геннадьевич       | : | 2001—2010 |
| Климов, Вадим Евгеньевич         | : | 2010—?    |

### Собственники и руководство
Основные акционеры на сентябрь 2011 года: Наталья Ковалевская — 22 %, ООО «Форвард» (Владивосток) — 18 %, ООО «Саури» (Владивосток) — 17 %, рыболовецкий колхоз «Огни Востока» (п. Терней) — 15 %, ООО «Титул» (Владивосток) — 13 %, Руслан Галицкий — 5 %.
Внешний управляющий с 14 апреля 2010 года — Маковецкая Александра Александровна.

### Деятельность
Фабрика занимается производством металлической консервной тары, предназначенной для упаковки рыбных, мясных, овощных консервов; изготавливает картонную, полиэтиленовую и этикеточную продукцию. В последние годы предприятие терпит убытки, связанные со снижением спроса на металлическую консервную банку и конкуренцией со стороны Холмской жестянобаночной фабрики и импортных производителей. Чтобы снизить зависимость от рыбной отрасли, предприятие ставит задачу выхода на рынок производства мясной и овощной продукции. Деятельность фабрики существенно зависит от сезонности спроса на банкотару: в осенне-зимний период спрос снижается, в летне-осенний возрастает в 4-5 раза. По этой причине в сезонный период спада производства предприятие идёт на сокращение продолжительности рабочей недели (до 3-х дней).
Фабрика располагает закрытыми складскими помещениями, портовыми причалами, имеет подъездные железнодорожные пути. На территории фабрики имеется музей предприятия. Площадь производственного корпуса жестянобаночной фабрики составляет 118 тыс. м². Фабрика располагает собственной пожарной охраной. Объект относится к IV классу опасности.
Основной поставщик жести, картонной тары, лакокрасочных материалов и припоя — «Аква-Ресурсы» (г. Владивосток). Основной рынок сбыта продукции — рыбоперерабатывающие предприятия дальневосточного региона. Основным конкурентом фабрики на Дальнем Востоке является «Холмская ЖБФ».
Дочерняя компания со 100 % участием материнской «НЖБФ» — ООО «Полиграфический цех».
В 2010 году был утверждён план внешнего управления, предусматривающий сокращение штата на 180 человек, продажу производственных помещений и подъездного железнодорожного пути фабрики.

### Переименование юридического лица и реконструкция
В октябре 2012 года акционеры ОАО «Находкинская жестянобаночная фабрика» на внеочередном собрании приняли решение о переименовании компании в ОАО «Терминал Астафьева».
Со слов пресс-секретаря комплекса «Терминал Астафьева» Александра Бабченко, в Находке началась реконструкция угольного комплекса «Терминал Астафьева». Он станет первым в России суперсовременным портом закрытого типа — экологически безопасным для морской акватории и близлежащих микрорайонов города. В 2015 году по завершении реконструкции, мощность терминала составит 6 млн т угля в год.
Комплекс расположен на территории огромной жестяно-баночной фабрики, построенной три десятка лет назад. Фабрика ежегодно выпускала 600 млн банок для консервирования рыбы. Сейчас мощность предприятия снизилась примерно в сто раз, здание ЖБФ пустует. Предстоит его демонтаж, и на этом месте строительство современного интермодального порта по перевалке сыпучих грузов. Для этого будет модернизирована железнодорожная станция «Мыс Астафьева», через которую на терминал станет поступать большой объем угля. Твердое топливо и сейчас уже идет на «Терминал Астафьева», но в незначительных объемах.
Терминал использует современные технологии для защиты окружающей среды: орошение водяной пылью складов и мест разгрузки угля, применяет специальные пологи по всей длине причала, чтобы исключить загрязнение акватории. В ближайшее время на «Терминале Астафьева» будут введены в эксплуатацию мощные очистные сооружения.